# ميخائيل ديتريكس
ميخائيل ديتريكس (بالروسية:Михаи́л Константи́нович Ди́терихс) ، من مواليد 17 مايو 1874، وتوفي في 9 سبتمبر 1937، قائد عسكري روسي معروف، ولد في كييف الأوكرانية، وشغل قائد الجيش الإمبراطوري الروسي، وشارك في الحرب الروسية اليابانية، كما أن ميخائيل ديتريكس يعد من المعادين للسامية، بسبب دوره للحرب على اليهود في روسيا.

## وصلات خارجية
- (بالروسية) Biography in the Russian Biographical Dictionary